# LGBT práva v Izraeli

Duhová mapa Izraele

Neoficiální duhová izraelská vlajka

Práva leseb, gayů, bisexuálů a translidí (LGBT) v Izraeli jsou považována za nejpokrokovější na Středním východě i v celé Asii. Stejnopohlavní sexuální aktivita byla zcela dekriminalizována v r. 1988 navzdory faktu, že místní zákony proti sodomii nebyly nikdy vymáhány po soudním rozhodnutí z r. 1963. Izrael byl první asijskou zemí, která přiznala homosexuálním párům právní status ve formě neregistrovaného soužití. Ačkoliv nejsou v zemi legalizovány sňatky osob stejného pohlaví, Izrael uznává stejnopohlavní manželství uzavřené v zahraničí, čímž je opět první a jedinou asijskou zemí, která tak činí. Diskriminace jiných sexuálních orientací je zakázána od r. 1992. Homosexuální páry mohou společně osvojit dítě po soudním rozhodnutí z r. 2008. Již předtím existovala možnost právní úpravy k dítěti partnera ve formě přiosvojení, případně poručenství. Gayové a lesby taktéž smějí otevřeně sloužit v armádě.
Tel Aviv byl deníkem Calgary Herald prohlášen jedním z nejvíce gay friendly měst na světě pro svůj každoroční festival hrdosti a gay pláž, díky čemuž jej magazín Out označil za takzvanou gay metropoli Středního východu. Uživatelé webové stránky GayCities jej dokonce v roce 2011 označili za nejlepší gay velkoměsto, a to navzdory zaznamenaným případům anti-LGBT násilí na začátku 21. století  kritizovaných izraelským premiérem Benjaminem Netanjahu a izraelským exprezidentem Šimonem Peresem. V roce 2014 byl v Tel Avivu odkryt památník obětí pronásledování homosexuálů v Nacistickém Německu. Dle průzkumů veřejného mínění by většina Izraelců podpořila legalizaci stejnopohlavních manželství, jakož i adopční a surogační práva homosexuálních párů. 21. června 2020 při příležitosti mezinárodního měsíce hrdosti (Pride Month) oznámily tel avivské úřady, že na úrovni města budou homosexuální páry disponovat stejnými právy a povinnostmi, jaké mají heterosexuální manželé.

## Zákony

### Legální stejnopohlavní styk
Stát Izrael převzal britský zákon proti sodomii z r. 1533 ratifikovaný králem Jindřichem VIII jakožto součást britského mandátu. Nejsou známy případy jejich aktivního vymáhání, jednalo-li se o privátní konsensuální homosexuální praktiky mezi dospělými. Některé případy odsouzených pro sodomii (izraelské právo za ni považovalo i orální sex) zahrnovaly i další mnohem závažnější sexuální trestné činy, přičemž spáchání sodomie si soudy často vykládaly jako přitěžující okolnost. Taktéž jsou dohledatelné případy, kdy se vojenské soudy zabývaly homosexuálními akty v armádě. Generální prokurátor dal na začátku 60. let podnět k Nejvyššímu soudu, který rozhodl, že by se zákony proti sodomii neměly aplikovat na případy konsensuální soulože mezi dospělými jedinci konané v soukromí. Zákaz stejnopohlavní sexuální aktivity byl formálně zrušen legislativní radou Knesetu až v r. 1988. Legální věk způsobilosti k pohlavnímu styku je pro heterosexuály i homosexuály stanovený na 16 let.
6. října 2016 oznámil izraelský ministr financí Moshe Kahlon, že vláda v brzké době uvolní ze státního rozpočtu 10 milionů šekelů, které pak následně do 2 let rozdělí mezi místní samosprávy za účelem celonárodní pozitivní diskriminace LGBT komunity. Předseda LGBT neziskové organizace toto nazval historickým mezníkem a Haaretz journalist Ilan Lohr poznamenal, že by to mohlo vést k dalšímu rozvoji – například zrušení zákazu MSM darovat krev.

### Změna pohlaví
Terapie genderové dysforie je v Izraeli hrazená z veřejného zdravotního pojištění, obdrží-li pacient souhlas od lékařské komise působící v Nemonici Tel ha-Šomer, která se skládá z endokrinologů, urologů a plastických chirurgů a pracuje pod dohledem Ministerstva zdravotnictví. Veškeré chirurgické změny pohlaví provádí Dr. Haim Kaplan v téže nemocnici. Avšak mnoho izraelských translidí má problém získat souhlas k operaci z důvodu velmi přísných kritérií pro diagnózu genderové dysforie. Čili mnoho z nich si musí na své vlastní náklady hradit jak hormonální terapii, tak i následnou chirurgickou změnu.
V červnu 2013 byl v Knesetu předložen návrh na odstranění kolonky „pohlaví“ v průkazech totožnosti.

### Stejnopohlavní soužití

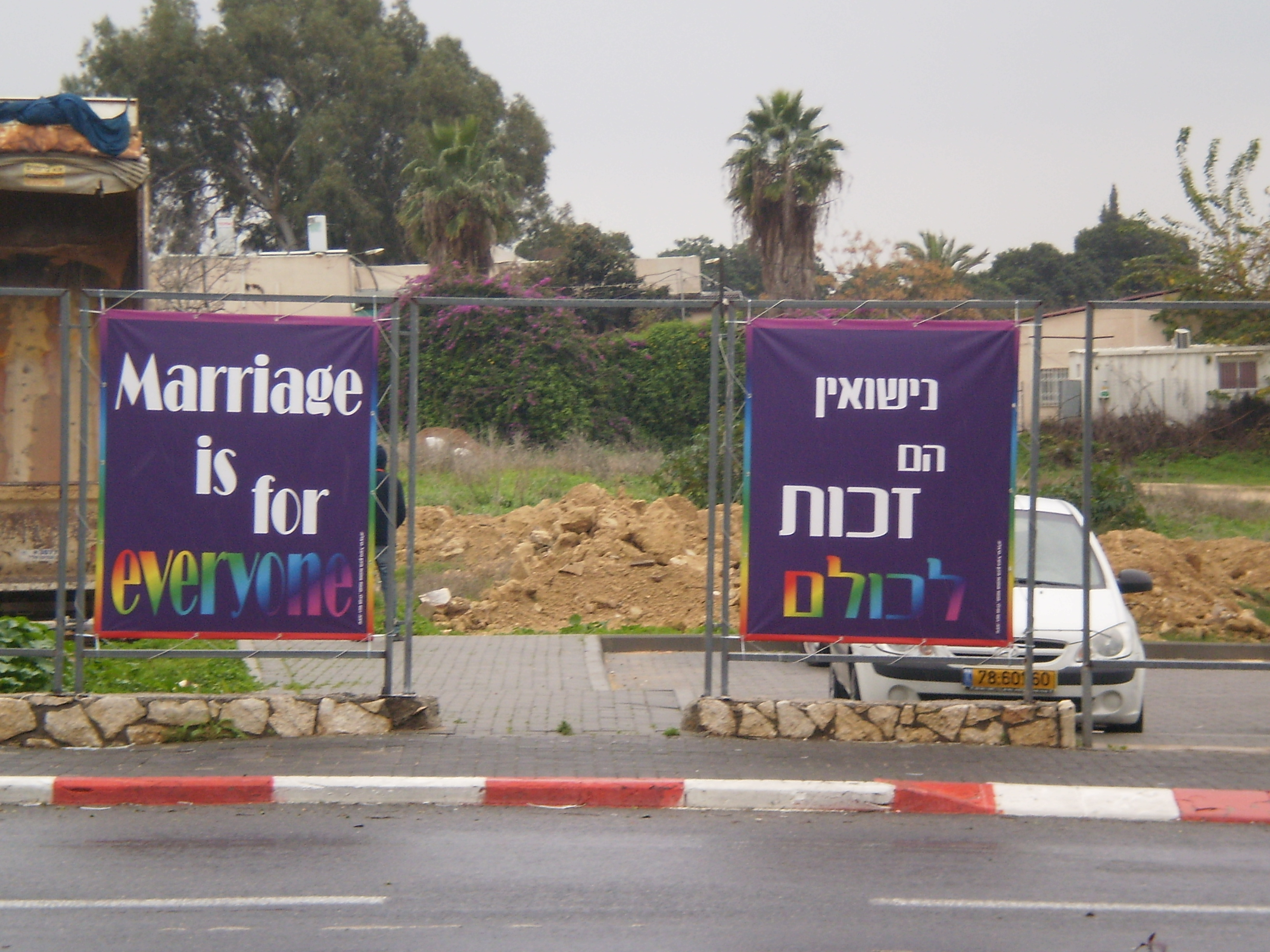
Plakáty na podporu stejnopohlavního manželství v Herzliji

V letech 1994–2007 garantoval Izrael homosexuálním párům pouze určitá práva a povinnosti.
Stejnopohlavní manželství nebylo v Izraeli dosud uzákoněné. Izraelské zákony zaznamenávají stejnopohlavní manželství uzavřené v zahraničí, ale nedávají mu tento právní status po rozhodnutí Nejvyššího soudu v r. 2006, který došel k závěru, že: „Předtím než bude vydán rozsudek, je třeba zdůraznit, o čem dnes rozhodujeme, a o čem dnes nerozhodujeme. Rozhodujeme o tom, že by úřady měly smysl evidence obyvatel tvořící součást veřejné statistiky implikovat prostřednictvím veřejného certifikátu, který je jim prezentován navrhovateli, s odvoláním se na fakt, že jsou oddány, a že by měla být zachována role registračního úředníka jakožto sběratele statistických materiálů pro účely vedení evidence... Nerozhodujeme o tom, že by manželství mezi osobami téhož pohlaví měla být v Izraeli legalizována; nedáváme takovým manželstvím nový status; nepřijímáme žádnou novou pozici týkající se uznání zahraničních manželství osob stejného pohlaví v izraelských zákonech (ať už mezi izraelskými občany nebo mezi cizinci)“. Občanské sňatky nejsou v Izraeli dosud přístupné ani heterosexuálním párům, a tudíž (mimo případy heterosexuálních manželů nepatřících k žádné uznávané náboženské komunitě v zemi) je manželství institucí garantovanou pouze malým počtem oficiálně uznaných náboženských autorit působících v Izraeli. (Tato restrikce neblokuje pouze možnost oddávání homosexuálních párů, ale zároveň i mezináboženských heterosexuálních párů, případně nevěřících párů, kteří nechtějí svůj svazek stvrdit před orgánem církve. Ti všichni se tudíž musí nechávat oddat v zahraničí.)
Stát Izrael umožňuje zahraničním partnerům homosexuálních občanů získat trvalý pobyt. The Civil Service Comission rozšiřuje manželské benefity a penze i na partnery homosexuálních zaměstnanců. Kancelář prokurátora Státu Izrael (The Israeli State Attorney's Office) taktéž rozšiřuje manželská osvobození od majetkových daní pro homosexuální páry. Izraelský generální prokurátor taktéž garantuje právní uznávání stejnopohlavních párů ve finančních a dalších obchodních záležitostech. Generální prokurátor Menachem Mazuz řekl, že by se všemi páry mělo být zacházeno stejně jako s manžely podle anglosaského práva, čímž z nich učinil svazky i z hlediska daní, majetkových práv a financí. Masuz se takto rozhodl na základě rozsudku distriktního odvolacího soudu ve věci dědických práv uznaného homosexuálního svazku, sdělila jeho kancelář. Nicméně Masuz rozlišuje mezi uznávanými homosexuálními svazky pro finanční a praktické účely, jak sdělil, a změnou práva k oficiálnímu uznání svazků, z něhož by vznikl předmět debat na politickém poli.
Tel Aviv uznává nemanželské páry, včetně gay a lesbických, jako rodinné jednotky a garantuje jim slevy na městské služby. Podle vyhlášek mají nemanželské páry nárok na stejné slevy na denní péči, vstup do veřejných bazénu, sportovní monosti a další městem garantované aktivity pro manželské páry. 29. ledna 2007 následujíc rozhodnutí Nejvyššího soudu registroval Jeruzalém první gay pár Avi a Binyamina Rose.
V r. 2010 bylo novelizováno izraelské manželské právo přijetím pasáže Zákon o registrovaném partnerství pro občany bez náboženské příslušnosti (2010) garantující párům možnost úředně zaznamenat svůj svazek prostřednictvím registrovaného partnerství, pokud ani jeden z nich nepatří k žádné církvi.

### Adopce a rodičovství
Osvojování dětí LGBT rodiči je povolené pouze v některých striktně vyjmenovaných situaích, zejména pokud existuje nějaká vazba mezi osvojitelem a osvojovovaným dítětem – člen rodiny nebo dítě v pěstounské péči. 10. ledna 2005 na základě žaloby potvrdil Nejvyšší soud možnost lesbického páru si vzájemně přiosvojit své děti. V posledních 15 letech, kdy spolu žily Tal a Avital Jarus-Hakak a společně vychovávaly tři děti. Pár se obrátil na opatrovnický soud v Tel Avivu s žádostí o vzájemné přiosvojení dětí v r. 1997. Soud jejich žádost zamítnul s odvoláním se na izraelské adopční zákony, které nepamatovaly na homosexuální páry. Pár se proti rozhodnutí městského soudu odvolal. Zatímco se marně pokoušel uspět u odvolacího distriktního soudu v Tel Avivu, začal se jejich případem zabývat Nejvyšší soud. Jaros-Hakak se odvolávala na článek 25 adopčního zákona, který mluvil o „zvláštních situacích“ ve věci adopcí a sice o nejlepším zájmu dítěte navzdory faktu, že jsou jeho biologičtí rodiče dohledatelní. Jedinou podmínkou je, že osvojitel musí být nesezdaný. Tehdy pár využil toho, že nemá status manželství, a tudíž jsou obě partnerky z pohledu práva svobodné. Jaros-Hakkas dále kladla důraz na nejlepší zájem dítěte, pokud by jedna z jeho biologických matek zemřela. Nejvyšší soud Státu Izrael rozhodl ve prospěch žalujících v poměru hlasů 7:2. Po rozhodnutí Nejvyšší soudu bylo 12. února 2006 lesbickému páru umožněno si navzájem obě děti přiosvojit. Již předtím existovala možnost poručenství homosexuálních partnerů rodičů vůči jejich nevlastním dětem. Lesbické páry mají taktéž přístup k procedurám asistované reprodukce.
V únoru 2006 rozhodl izraelský soud, že by stejnopohlavní páry měly mít možnost si společně osvojit dítě z ústavní péče, i když není biologicky ani jednoho z nich. Toto je považováno za historický mezník cesty k rovným rodičovským párům homosexuálů v Izraeli. isRealli, oficiální blog Státu Izrael, pravidelně publikuje aktuality o adopcích v Izraeli. Portál rovněž informuje o převratných změnách a postupu LGBT práv v Izraeli. 10. března 2009 umožnil opatrnovický soud v Tel Avivu bývalému členu Knessetu Uzi Evenu a jeho partnerovi Amitu kamovi osvojení jejich 30letého syna, jehož vychovávali v pěstounské péči, čímž se staly prvním gay párem v Izraeli, kterému byla oficiálně přiznána rodičovská práva.
28. ledna 2014 podpořil izraelský Nejvyšší správní soud modifikaci z května 2013 navrženou Generálním prokurátorem Yehudou Weinsteinem, podle níž by měly mít izraelské homosexuální páry snadnější cestu k osvojení při surogátním mateřství. Biologický rodič by absolvoval v homosexuálním svazku test otcovství nebo jinou alternativní medicínskou metodu určení biologického otcovství. Před modifikací z r. 2013 znamenaly test otcovství a ošetření právního vztahu k nevlastnímu dítěti stejně zdlouhavý soudní proces jako při společném osvojování dětí, což značně zatěžovalo homosexuální páry využívající institutu náhradního mateřství. Toto rozhodnutí bylo ještě v srpnu 2016 vylepšené, když opatrovnický soud v Tel Avivu, že by izraelské homosexuální páry mohly adoptovat prostřednictvím surogátního mateřství od jedinců jak z Izraele, tak i ze zahraničí.

### Vojenská služba
Vyoutovaní homosexuální a bisexuální vojáci smějí bez omezení sloužit ve všech armádních složkách. Diskriminace gayů, leseb a bisexuálů při náboru, rozmisťování a povyšování se v Izraeli nepřipouští. Harašment na základě sexuální orientace je taktéž v izraelské armádě zakázán. Armáda uznává stejnopohlavní svazky, včetně přiznání statusu vdovy a vdovce pozůstalým partnerům. Vojáci se smějí zúčastňovat pochodů gay pride.
V r. 1956 byli dva vojáci představeni před vojenský soud, kde čelili obvinění ze vzájemné soulože, která byla vyhodnocená jako „smilstvo proti přírodě“, za nějž jim byl uložen trest jednoho roku odnětí svobody ve vojenské věznici. Trest jim byl následně zrušen s odvoláním se na fakt, že jsou homosexuální projevy duševní poruchou, nikoli trestnou činností. V té době totiž mnoho psychiatrů a psychologů nahlíželo na homosexualitu jako na nemoc, což mělo za následek mírně liberálnější postoje k ní coby handicapu, nikoli trestnému činu. V 60. letech zastávali jak Generální prokurátor a Nejvyšší soud názor, že by se trestní opatření proti homosexualitě měly aplikovat, ačkoli ve společnosti převažovaly postoje, že se jedná o nemoc. V letech 1960–1993 nebyli gayové, lesby a bisexuálové zprošťováni vojenské služby, ale anti-gay trestní zákony stále platily a jejich sexuální orientace byla taktéž stále vedená jako nemoc, což značně ztěžovalo jejich postavení v armádě, zvlášť když nebyla přijatá žádná opatření proti anti-gay diskriminaci a harašmentu v armádě. Až do konce 80. let zaznamenávali vojenští lékaři homosexualitu jako zdravotní omezení příslušníků armády, ačkoliv psychiatrické a psychologické organizace v Izraeli i na světě již od 70. let homosexualitu jako nemoc nevnímali. V r. 1993 přezkoumal izraelský parlament vojenské právo a oficiálně potvrdil, že homosexuální a bisexuální Izraelci smějí otevřeně sloužit v armádě s garantovaným právem na rovné zacházení s heterosexuálními kolegy. Homosexuálové tedy smějí otevřeně sloužit v armádě, a to i ve zvláštních jednotkách. Toto lze považovat za převratnou změnu v dřívější politice homosexuality coby duševní poruchy.
Izraelské ozbrojené síly současně nepovažují genderovou dysforii za důvod diskvalifikace ze služby. Kromě toho považují veškeré lékařské činnosti související s diagnózou transsexuality – hormonální, chirurgická terapie a psychologické poradenství – za nezbytně nutné, a tudíž je hradí z vlastních nákladů. Izraelské ozbrojené síly taktéž determinují genderová specifika ve svých předpisech (délka služby, pohlaví spolubydlících, uniforma atd.) i v případě transvojáků. Nicméně vzhledem k tomu, že izraelské zákony změnu pohlaví obecně ztěžují, jelikož ji nelze započít před dovršením věku 18 let s tím, že k chirurgické změně nemůže dojít před 21 lety, neprošel dosud žádný voják celým procesem změny pohlaví v proběhu základní vojenské služby. Čili mnoho žadatelů s diagnózou genderové dysforie dostalo od armády zvláštní výjimku a na vlastní žádost bylo služby zproštěno. V roce 2013 začala otevřeně sloužit v izraelské armádě první trans žena a v roce 2015 byl zákaz diskriminace na základě sexuální orientace rozšířen o rodovou identitu.
V dnešní době umožňuje Izrael těm, kterým bylo přiznáno právo osvobození ze základní vojenské služby, vykonávat dobrovolnou civilní službu. Od června 2006 Izraelská gay, lesbická, bisexuální a transgender asociace (Agudah) takové služby přijímá. V poslední době však roste počet gay branců, kteří slouží plnou vojenskou službu, často v bojových jednotkách. Unit 8200, jedna z největších jednotek izraelské armády, je obecně známá velkým počtem otevřeně LGBT vojáků. V r. 2013 oznámila izraelská armáda celému světu, že poprvé umožní MtF transženě sloužit v armádě se statusem ženského vojáka.

### LGBT imigrace a zákon o návratu
11. června získal gay pár, Žid a katolík, na základě platného zákona o návratu izraelské občanství a právo pobytu. Tento případ lze charakterizovat jako první aplikaci zákona o návratu na homosexuální manželský pár s různým náboženským vyznáním, byť pro heterosexuální manželské páry různého vyznání je toto samozřejmost. Žid získal automaticky občanství, kdežto u jeho manžela byly průtahy u Ministerstva vnitra navzdory faktu, že zákon garantuje manželům imigrantům s židovskými křeny automatické právo na izraelské občanství. 10. října 2011 dostal nežidovský manžel izraelské občanství s odvoláním se na ustanovení zákona o návratu. V r. 2014 potvrdil ministr vnitra Gideon Sa'ar právo Židů žijícím v homosexuálních manželstvích uzavřených v zahraničí a hledajících azyl v Izraeli právo na získání občanství, jak pro sebe, tak i pro své nežidovské protějšky, které jim garantuje zákon o návratu.

### Ochrana před diskriminací
V r. 1992 byl přijat zákon chránící jiné sexuální orientace před diskriminací v pracovněprávních vztazích s výjimkou pro náboženské organizace.
V r. 1997 došlo k novelizaci zákona proti pomluvám a urážkám na cti. Tímto se rozšířil zákaz šíření a publikace pomluv motivovaných sexuální orientací dané osoby. Kromě toho zákon také obsahuje dodatek, že veškeré násilné trestné činy motivované sexuální orientací mají status zločinu z nenávisti, za nějž se zdvojnásobuje trestní sazba. Od r. 2014 má LGBT mládež garantovanou ochranu ve vzdělávacích institucích.

### Jiná soudní rozhodnutí
- 30. listopadu 1994 – Nejvyšší soud rozhodl, že partner homosexuálního zaměstnance El Al, izraelského národního leteckého dopravce, má stejné právo na letenku zdarma jako manželé heterosexuálních zaměstnanců.[40]
- Květen 2000 – přiznal Nejvyšší soud lesbické ženo možnost adopce jejího čtyřletého nevlastního syna a zavázal Ministerstvo vnitra osvojení zaregistrovat.[41]
- 17. března 2002 – zamítl izraelský rodinný soud žádost lesbického páru na uznání partnerství. Pár byl sezdán v Německu. Ženy se dožadovaly práva na uznání jejich partnerství jako občanského sňatku podle izraelského práva. Soud své rozhodnutí odůvodnil tím, že rodinný soud není oprávněn uznávat partnerství. Právní zástupce vlády na tento případ odpověděl tak, že soud takové oprávnění má, neboť izraelské zákony garantují právo na uznání partnerství na žádost.
- 14. prosinec 2004 – přiznal Distriktní soud v Nazaretu právo homosexuálních párů na stejné zacházení v otázce dědictví s manželskými páry. Soud takto zrušil rozhodnutí soudu nižší instance, podle něhož starší muž z Kirjatu Šmona nebyl oprávněn požívat manželských práv. Muž se dožadoval práva na pozůstalost po svém partnerovi, s nímž žil několik posledních desetiletí. Nazaretský soudce potvrdil, že termíny „muž“ a „žena“ zahrnují v izraelském dědickém právu i stejnopohlavní páry. Soudci Nissim Maman a Gabriela Levy, kteří se takto rozhodli, svůj postoj opírali o volnou interpretaci slova „partner“ definovaném v jiných soudních rozhodnutí, zejména u zaměstnaneckých benefitů, která pak aplikovali i na dědictví. Zato předseda Distriktního soudu v Nazaretu Menachem Ben-David svůj odmítavý postoj odůvodňoval tím, že zákonný text nelze interpretovat v rozporu s jazykovým významem. Vládní mluvčí se rozhodl odvolat.
- Prosinec 2004 – Distriktní soud v Tel Aviv rozhodl, že vláda není oprávněná deportovat kolumbijského partnera gay Izraelce. 32letý Kolumbijec tehdy přicestoval do Izraele za účelem návštěvy na základě platného víza, které mu později vypršelo. Na to vydalo Ministerstvo vnitra nařízení o jeho okamžité deportaci. Jeho partner je izraelský občan a voják působící v Ozbrojených silách Státu Izrael. Pár se neprodleně obrátil na Distriktní soud v Tel Avivu. Muži byli zastupováni Asociací pro občanská práva v Izraeli. Soudce Uzi Vogelman rozhodl, že vláda ve svém rozhodnutí o deportaci jednala v rozporu se zákonem. V r. 1999 totiž rozhodl Nejvyšší soud, že ministři nesmějí deportovat cizince sezdané s izraelskými občany. Vogelmanovo rozhodnutí se týká i anglosaských manželství, včetně stejnopohlavních párů.
- Březen 2008 – izraelský ministr vnitra poskytl homosexuálnímu Palestinci z Jeninu zvláštní povolení k pobytu se svým partnerem v Tel Avivu poté, co se potvrdilo, že jeho sexualita jej v Západním břehu Jordánu ohrožuje na životě.[42]
- 2012 – první izraelský gay pár byl rozveden podle izraelského rodinného soudu. Rozvod univerzitního profesora z Tel Avivu Aviho Evena, první otevřeně homosexuální poslanec Knessetu, a Dr. Amita Kama se konal v neděli před rodinným soudem v Ramatu Gan, jak pravil Haarec, podle něhož rozvod zaznamenalo i Ministerstvo vnitra.[43]

## Politika

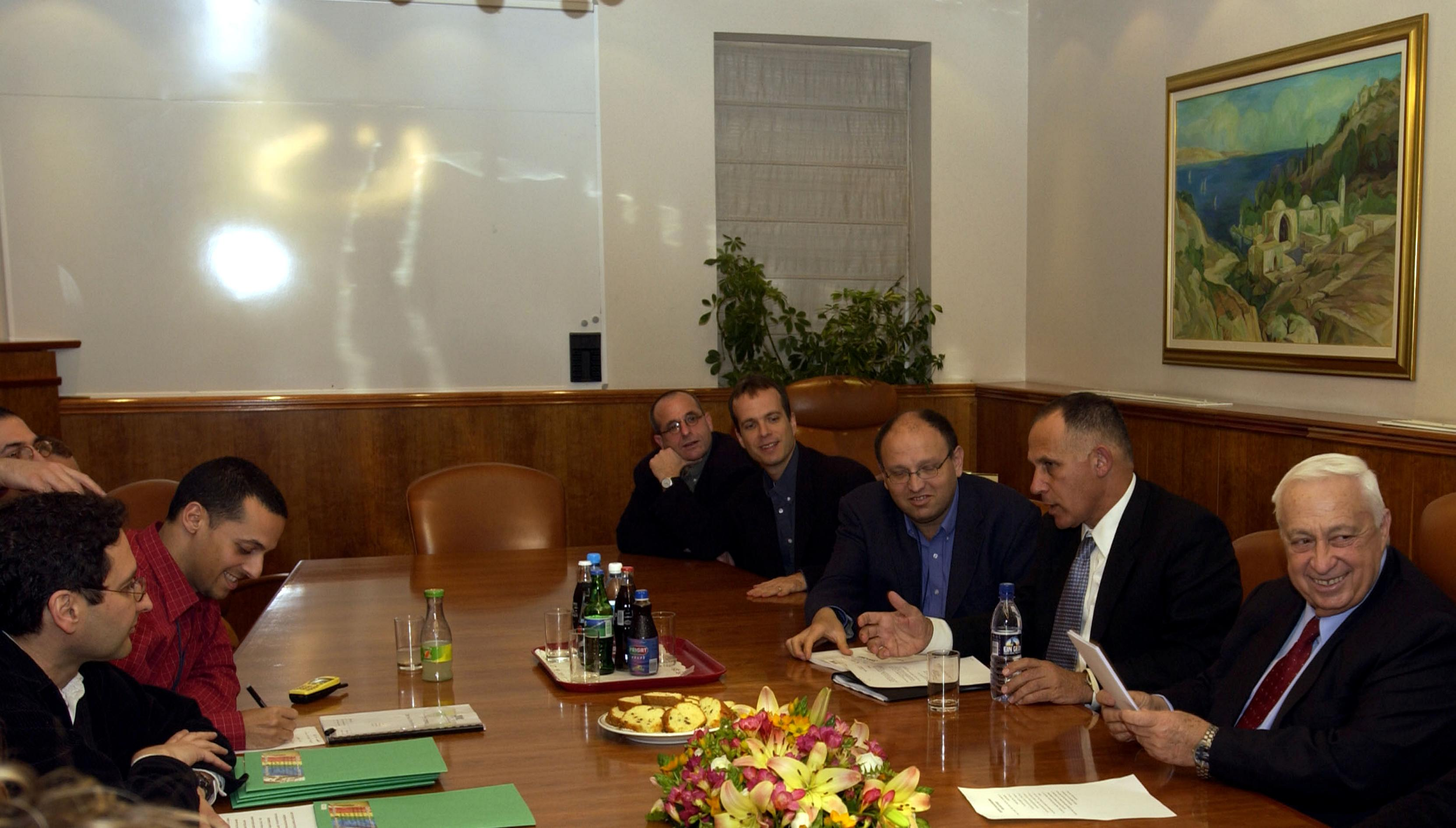
Ariel Sharon na setkání se zástupci LGBT komunity v Jeruzalémě, 2002

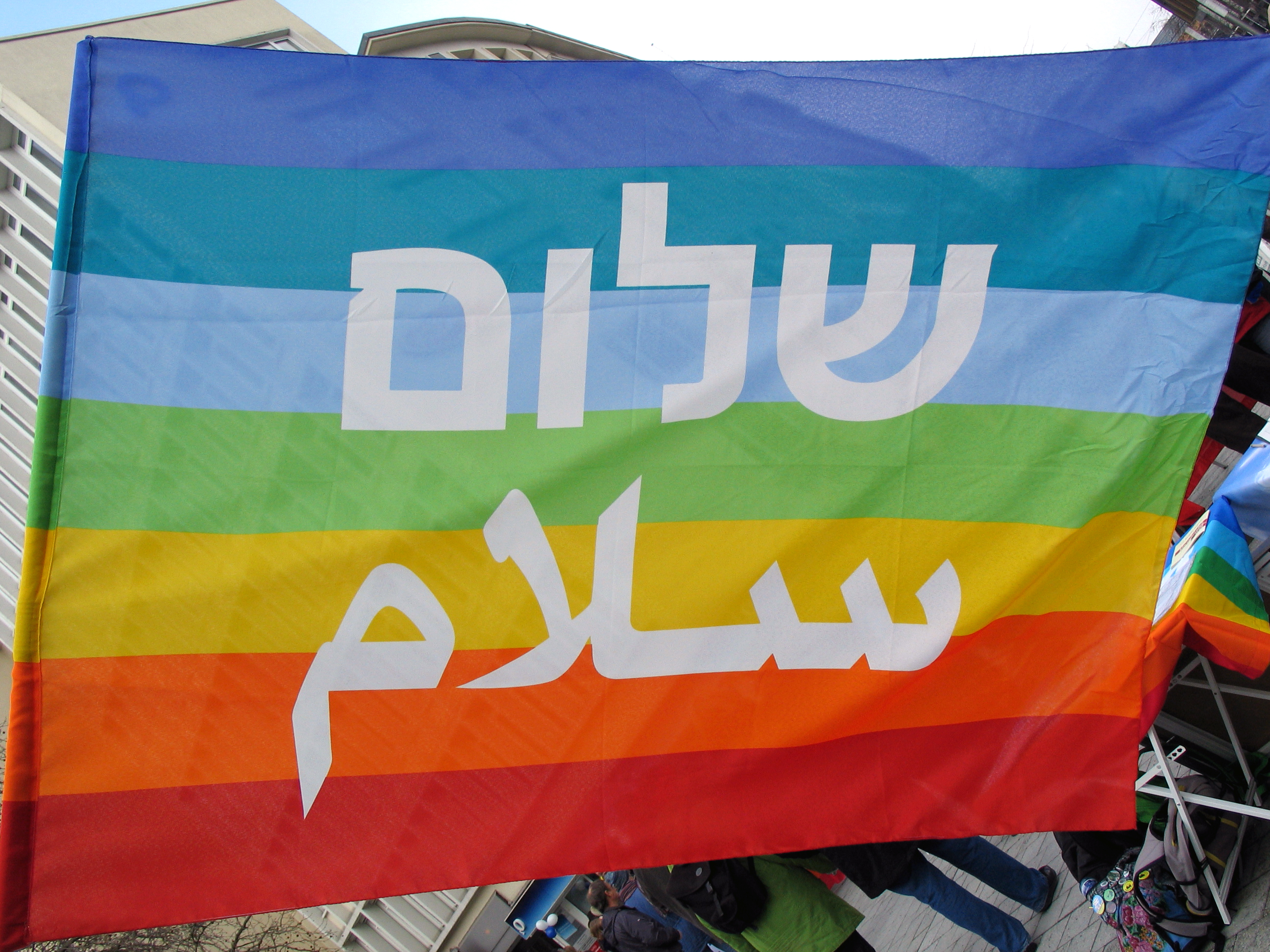
Duhová vlajka se slovy Šalom a Salaam znamená v hebrejštině a arabštině mír

Izraelská strana práce a Merec jsou hlavními podporovateli práv sexuálních menšina stejně jako momentálně nečinná Šinuj. Politička Cipi Livniová ze strany Kadima, která je známa svojí snahou o rychlé vyřešení Izraelsko-palestinského konfliktu, je taktéž velkou podporovatelkou gay komunity. Podobný přístup zaujímají i ostatní menší liberální a progresivní strany jako například Zelení a Ale jarok. Politici z mnoha dalších stran, včetně Ja'el Germanové z Ješ Atid, Limor Livnatové z vládnoucí strany Likud a otevřeného homosexuála Nicana Horowitz z Merecu, blokovali legalizaci stejnopohlavního manželství i veškerou podporu LGBT kauz. Reprezentanti dalších stran, včetně Ha-Tnu'a, Chadaš a Strany práce taktéž podporu bojkotovali. Ministryně Livnatová se však pouze přikláněla k názoru, že vládnoucí Likud Jisra'el bejtenu považuje otázku legalizace stejnopohlavního manželství za složitou z důvodu různých postojů napříč celou stranou, ale slíbila učinit vše, co je v jejích silách, aby stranu přiměla se problematikou více zabývat. 22. října 2002 se poslanec Uzi Even z Merecu stal první otevřeně homosexuálním izraelským politikem. Ihned po něm byli do Knessetu zvoleni více než tři otevřeně homosexuální Izraelci – Nican Horowitz, Icik Šmuli a Amir Ochana.
Přesto však figurují v izraelské politici i anti-gay postoje. V r. 1997 srovnával bývalý prezident Ezer Weizman před zraky studentů střední školy homosexualitu s alkoholismem. Toto vyvolalo značnou vlnu odporu ze strany občanskoprávních aktivistů a liberálního křídla Knesetu, kteří okamžitě zaplnili prezidentovu kancelář četnými stížnostmi. Krátce poté demonstrovalo okolo 300 lidí před Weizmamnovou rezidencí s požadavkem na rezignaci. 20. února 2008 obvinil poslanec Šlomo Benizri za náboženskou ultraortodoxní stranu Šas a člen vládnoucí koalice Olmertovy vlády aktivní homosexuály z podílu na tehdejším zemětřesení. Benzri řekl na plenární schůzi Knessetu následující: „Proč na nás udeřilo zemětřesení? .. Jedním z důvodu je to, že Knesset dává záštitu a volný průchod těžkému hříchu sodomie.“ Dále doporučil, aby se namísto pouhé obnovy zemětřesením zpustošených měst začalo uvažovat o tom, jak předcházet Božímu hněvu, a sice vládním přijetím legislativy, která by postavila mimo zákon takové zvrácenosti, jakými jsou „adopce dětí lesbickými páry“. Svoji závěrečnou řeč Benizri zakončil slovy: „Mnohem výhodnějším způsobem jak předejít zničujícímu zemětřesení je zastavit přijímání legislativy, která by podporovala homosexuální chování na území Svaté země Izraele, která vždycky bude stát v pozadí vzniku zemětřesení a jiných projevů Božího hněvu.“

## Společnost

### Životní podmínky

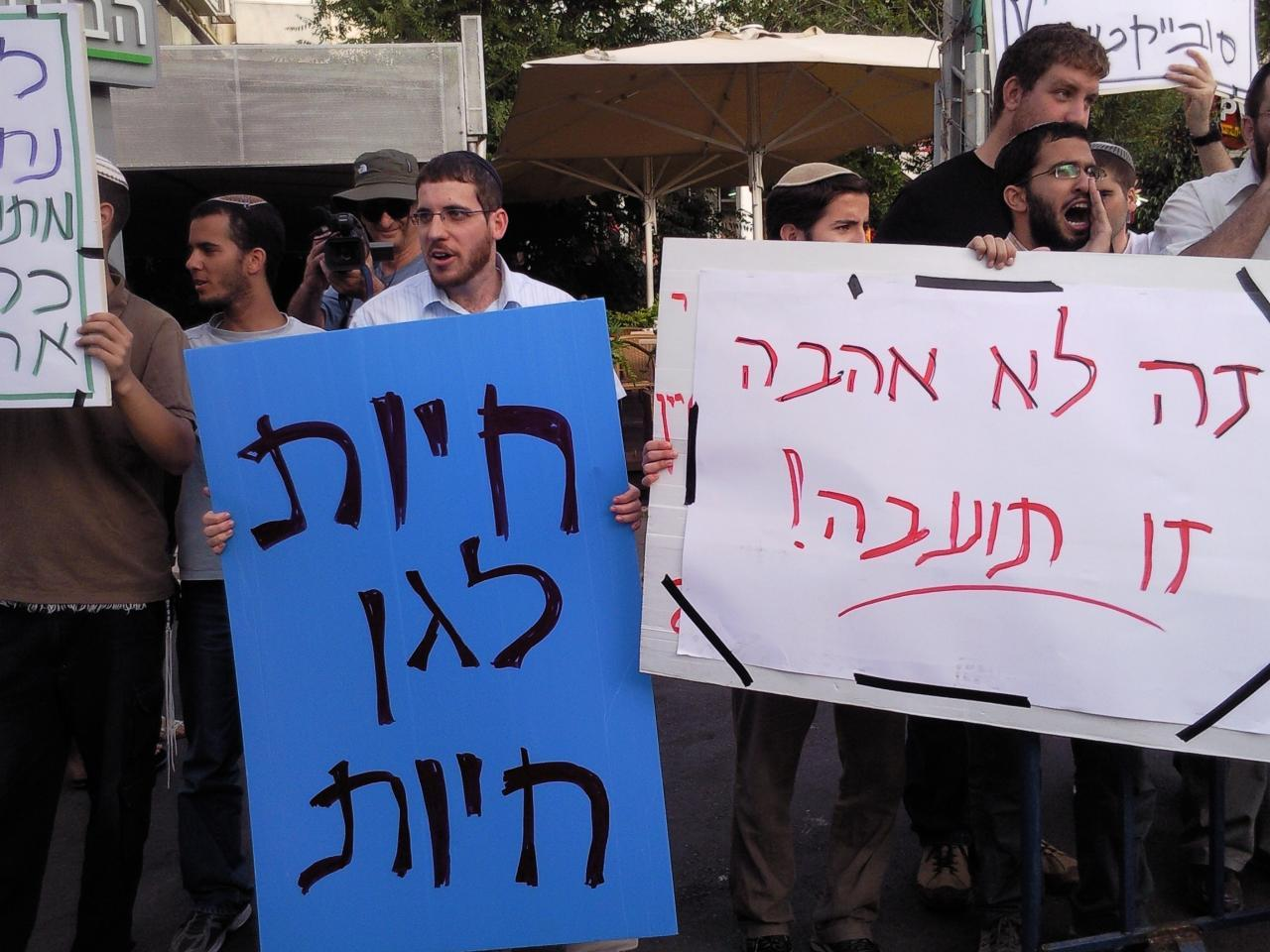
Ortodoxní Židé protestující během konání gay pride v Haifě, Izrael (2010)

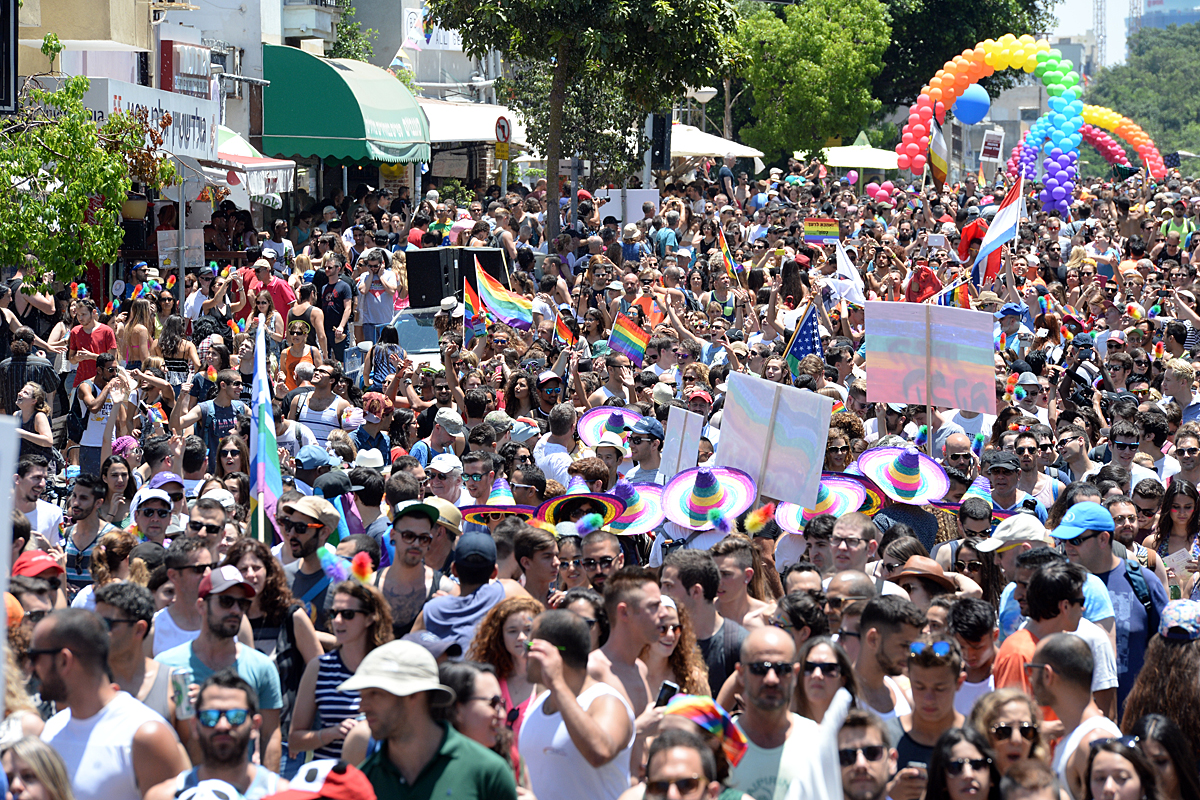
Tel Aviv Pride, 2015

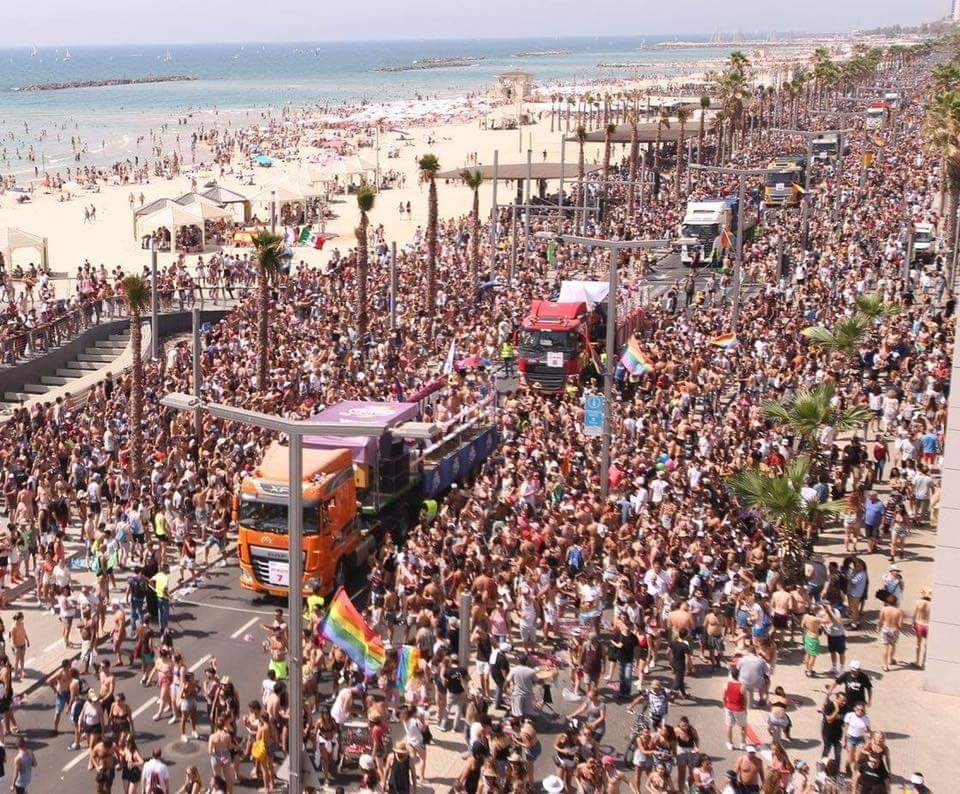
Tel Aviv Pride, 2018

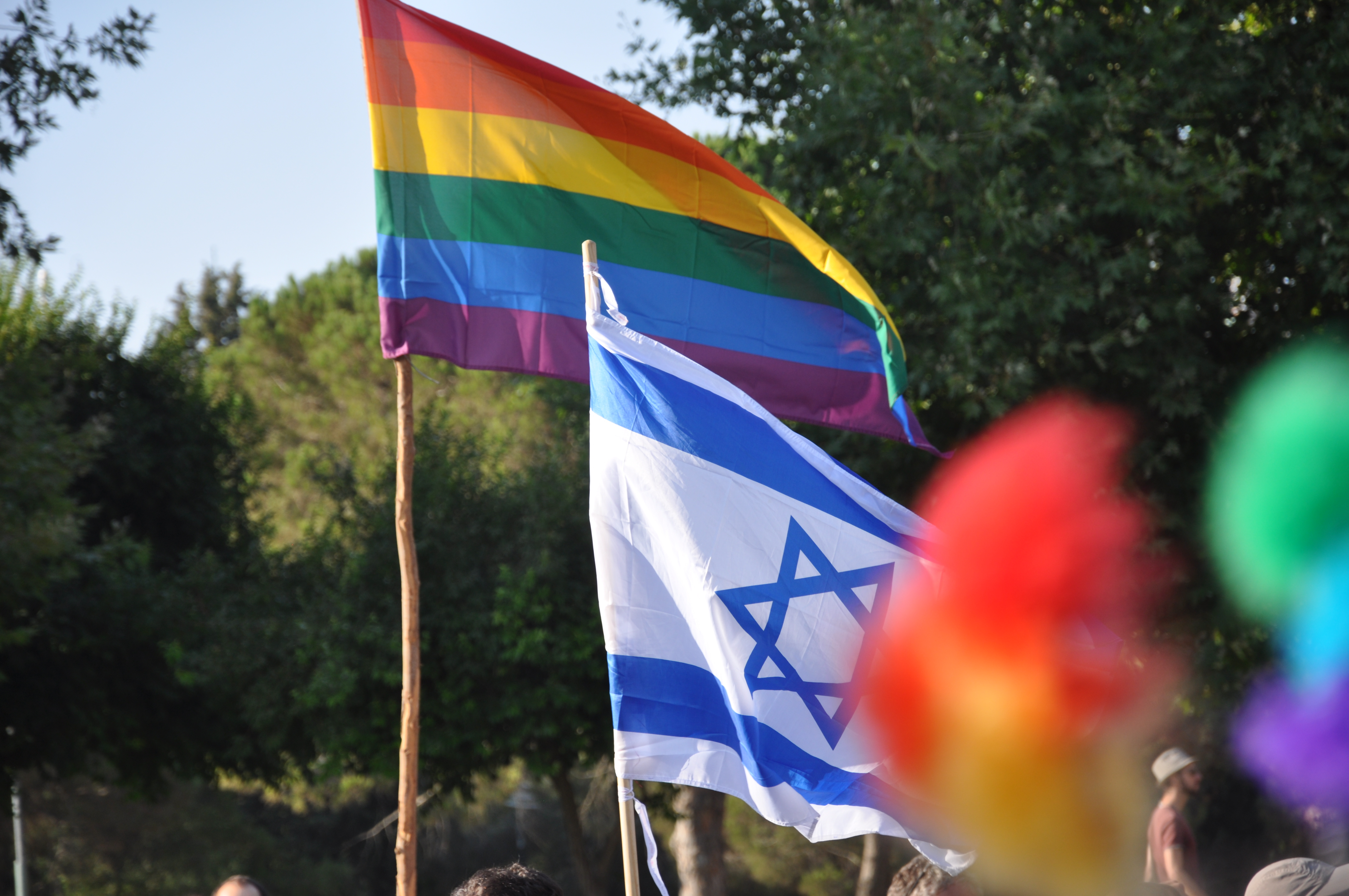
LGBT a izraelská vlajka, Jerusalem Pride 2012

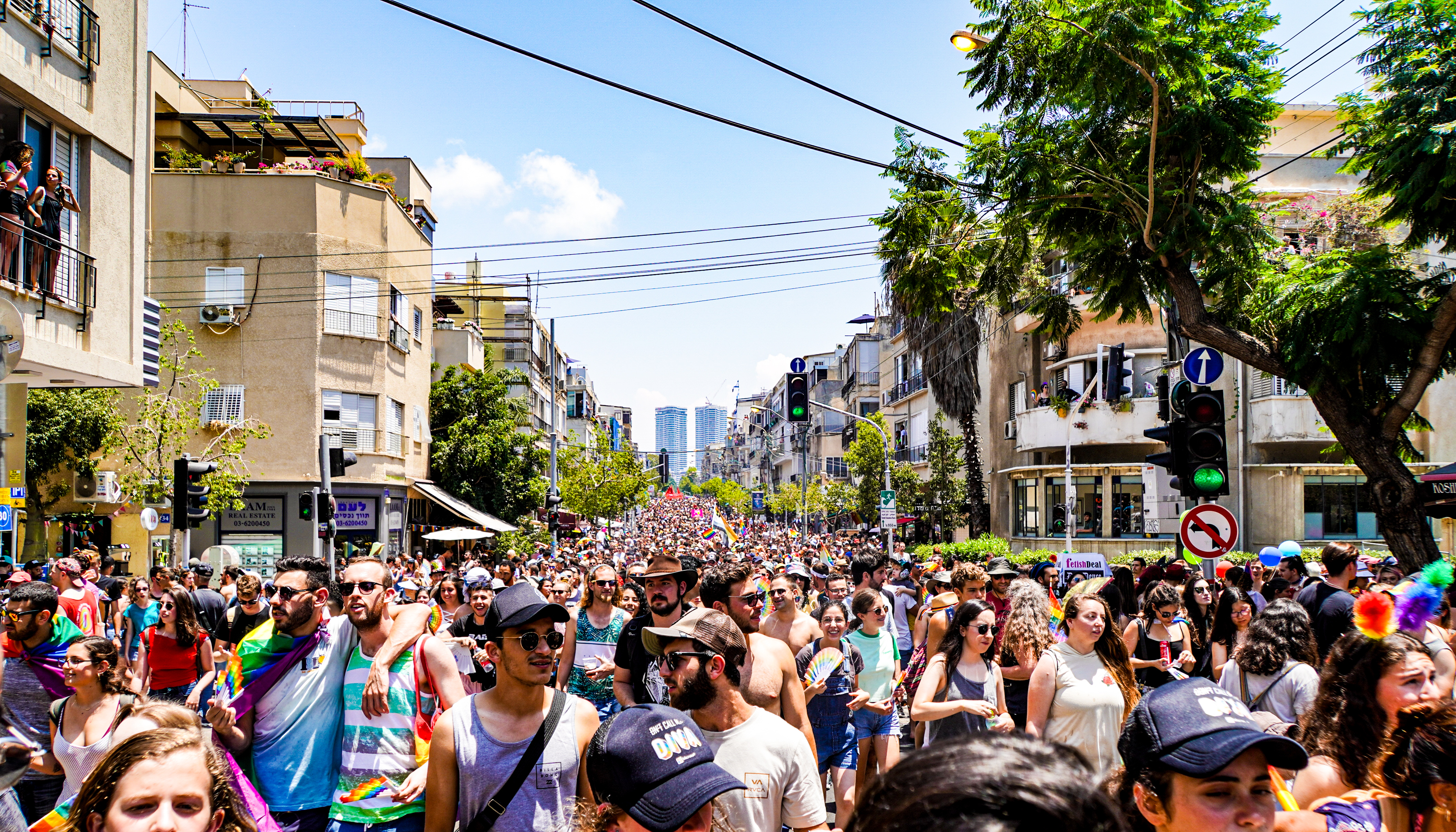
Tel Aviv Pride 2019 přilákal cca 250 tisíc účastníků.

Izraelská gay komunita je obecně velmi aktivní. Každoroční festivaly gay pride konané od r. 1998 v Tel Avivu a Jeruzalémě se těší hojné účasti. Kromě těchto dvou se pravidelně konají další podobné akce v Haifě, Petachu Tikvě, Chadeře, Ra'ananě, Eilatu a Rišonu le-Cijonu. V r. 2016 zrušil poprvé Nejvyšší soud konání festivalu gay pride v Beerševě z důvodu bezpečnostních rizik. Izrael je jedním z jedenácti států, které jsou členy americké organizace PFLAG, v níž vystupuje pod názvem TEHILA.
Jerusalem Pride se stal terčem mezinárodní pozornosti poté, co došlo v r. 2005 k útoku na tři účastníky. Pachateli byl následně uložen trest 12 let odnětí svobody. Pokus jeruzalémského starosty, charedimského Žida, překazit konání festivalu Jerusalem Pride v červnu 2005 se stal předmětem soudního sporu. Ten starosta prohrál a musel zaplatit pořadatelům odškodnění, včetně soudních nákladů. V srpnu 2005 se měl stát Jeruzalém místem konání světového festivalu hrdosti World Pride, navzdory odporu a protestům tří náboženských organizací. To se však odložilo z důvodu realizace plánu jednostranného stažení z Pásma Gazy, při níž musela být přítomna většina složek izraelské policie, v důsledku čehož by neměla akce garantovanou dostatečnou ochranu. Tak jako tak bylo konání festivalu ohrožováno i obavami z násilí, jakož i gradujícího odporu některých židovských, muslimských a křesťanských představitelů a členů Knesetu.  V letech 2005 a 2015 zaútočil ultraortodoxní Žid Yishai Schlissel nožem na účastníky jeruzalémského Pride, přičemž při druhém útoku zemřela mladá dívka. Schlissel ve své obhajobě označil Pride za ohavnost, kterou je třeba ve jménu Hospodina zastavit. Útok z roku 2015 byl odsouzen také mnoha ultraortodoxními rabíny a vedl k otevření dialogu mezi izraelskými LGBT+ organizacemi a ultraortodoxními Židy.
V listopadu 2006 se v ultra-ortodoxních židovských čtvrtích sešlo více než dva tisíce členů charédské komunity, aby vyjádřily svůj nesouhlas s konáním festivalu gay pride v Jeruzalémě. Snažili se přimět místní autority, aby od konání akce ustoupily. Podle zpráv bylo během této události zraněno mnoho lidí. Šest lidí bylo pobodáno v r. 2015. Jedna z obětí Shira Banki svým zraněním o tři dny později podlehla. V přímém důsledku útoků na Jerusalem Pride v roce 2015 byl počet účastníků dalších ročníků nižší. V roce 2016 se jej zúčastnilo 25 tisíc lidí, z nichž někteří vyjádřili solidaritu obětem útoků předchozího ročníku. V roce 2017 se Jerusalem Pride zúčastnilo 22 tisíc lidí  a v roce 2018 20 tisíc. 6. června 2019 se akce zúčastnilo 15 tisíc lidí pod ochrannou 2500 příslušníků bezpečnostních složek. Nejméně 49 osob, které se konání akce gay pride pokusili pomocí násilí narušit, bylo zatčeno.
Tel Aviv Pride je jedním z největších festivalů LGBT hrdosti na světě. V roce 2016 čítal účast 200 tisíc lidí. Akce je největší oslavou hrdosti sexuálních menšin v kontinentální Asii a jenom v roce 2017 se jí zúčastnilo 200 tisíc osob, z nichž přibližně 30 tisíc činili zahraniční turisté. O rok později se Tel Aviv Pride zúčastnilo více než 250 tisíc lidí  a nejinak tomu bylo i o další rok později.
1. srpna 2009 neznámý útočník zapálil hlavní telavivské centrum pro LGBT mládež. Požár si vyžádal dva mrtvé a patnáct zraněných. Celá tato nešťastná událost šokovala jak izraelskou, tak i světovou gay komunitu, a vyvolala velkou vlnu solidarity napříč zemí. Předtím to byli převážně levicoví politici, kteří podporovali izraelskou LGBT komunitu , kdežto poté se k ní pomalu a jistě začala hlásit i jiná politická křídla. Příkladem je izraelská ministryně zahraničí Cipi Livniová, která se objevila na několika akcích gay pride. Obecně vzato se po tomto incidentu začali ke gay komunitě hlásit i pravicově orientovaní politici.
6. října 2016 oznámil izraelský ministr financí Moše Kachlon, že se izraelská vláda rozhodla přerozdělit 10 milionů izraelských šekelů místním samosprávám za účelem analýzy anti-LGBT diskriminace. Přední LGBT nevládní organizace tento krok uvítaly jako "historický mezník" a redaktor magazínu Haaretz Ilan Lior poznamenal, že právě díky němu se začalo více mluvit o některých dříve opomíjených problémech, kterým LGBT lidé čelí. Například omezení při dárcovství krve pro muže mající sex s muži.
V únoru 2019 předala LGBT asociace The Atuda - Israel's LGBT Task Force izraelskému prezidentovi Re'uvenovi Rivlinovi report, ve kterém poukázala na skutečnost, že v roce 2018 byl zaznamenán až 54 % nárůst homofobních ataků ve srovnání s předchozím obdobím. Ve zprávě rovněž stálo, že k anti-LGBT útokům dochází v Izraeli v průměru každých deset hodin. Na sociálních sítích se pak homofobní komentáře vyskytují zhruba každé čtyři minuty.
V červenci 2019 se Šlomo Amar, sefardský vrchní rabín Jeruzaléma, stal terčem kritiky poté, co se nechal slyšet, že homosexuální lidé nemohou být věřící, protože nevěří, a měli by konečně odhalit svou pravou tvář, přičemž zároveň obhajoval pseudovědeckou praxi konverzní terapie. Jeho slova kritizovaly organizace Ne'emanei Torah Va'Avodah a Liga proti hanobení (Anti-Defamation League - ADL). Jeruzalémští radní Yossi Chavilov a Laura Warton pak požadovali jeho odstoupení z funkce rabína. Mezi ně se přidali i otevřeně homosexuální politici jako je například Avi Buskila a Eitan Ginzburg (Kachol lavan). Čelnka Kachol lavan a izraelská politička Ja'el German pak Amarovi poradila, aby následoval příkladu papeže Františka v jeho posunu k přijetí LGBT lidí. K odsouzení rabínových výroků se pak přidaly také asociace Jerusalem Open House a tři LGBT židovské skupiny Bat-Kol, Havruta a Komunita gay věřících.
Vlnu kritiky a kontroverzí vyvolalo také Amarovo kázání v roce 2016, kdy homosexualitu nazval "ohavným kultem", který Tóra trestá smrtí.

### Veřejné mínění
Statistika veřejného mínění zveřejněná v ročním vydání 2013 deníku Haarec ukázala 59 % podporu stejnopohlavnímu manželství. Výzkum Hiddush uskutečněný v r. 2016 shledal, že 76 % Izraelců podporuje legalizaci sňatků osob stejného pohlaví. Výzkumy obecně ukazují vzrůstající podporu u izraelské veřejnosti.

### LGBT hnutí

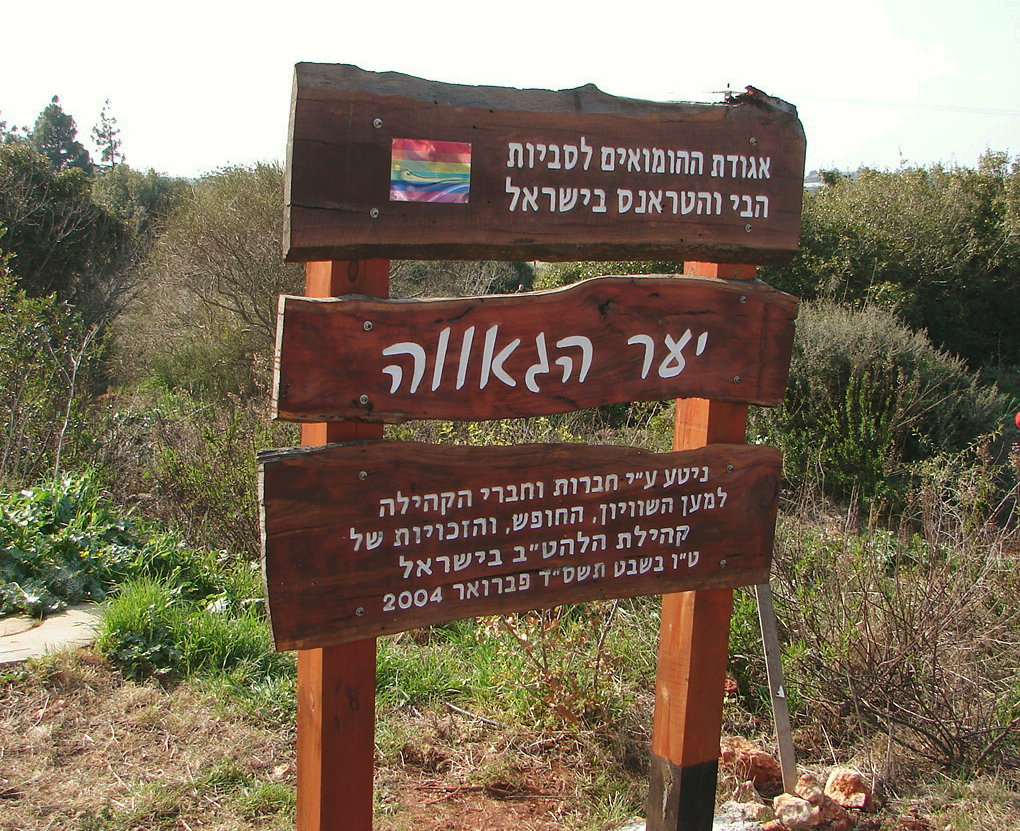
Podpis na Ya'ar HaGa'ava („Pride Forest“) v Horní Galileji věnovaný izraelské LGBT komunitě.

Již v 70. letech se v Izraeli zrodilo aktivní hnutí za práva sexuálních menšin, k němuž se následně přidružilo také feministické hnutí a jiné liberální a sociálně-demokratické politické strany. Nejstarší izraelská LGBT organizace Asociace izraelských gayů, leseb, bisexuálů a translidí byla založená v r. 1975.

### Média
Jedněmi z prvních izraelských novin, které se zabývaly gay tematikou, byl týdeník Ha-Olam ha-ze a jeho první článek s tímto obsahem v r. 1962. Poté, co se stal článek senzací, začal týdeník varovat před „tajným undergroundouvým hnutím“, které údajně v Izraeli operuje. Toto je typická nálepka, kterou tehdy dával izraelský tisk LGBT tematice, pokud se jí vůbec hodlal zabývat. Tento trend přetrvával až do konce 80. let.
Moment, kdy začal telavivský týdeník HaIr publikovat kroniku o izraelských gayích, je znám pod jménem Moshe a je spojován se známým novinářem Galem Uchovskym. Dalším mezníkem v oblasti mediálního přístupu k LGBT tematice je rok 1991, kdy Všeobecná federace pracujících začala do svého programu začleňovat i politická a sociální témata týkající se LGBT. Dostalo se jim masové podpory od izraelské LGBT komunity a dalších lidskoprávních organizací. V současné době mají všechny izraelské deníky otevřené gay editory a přispěvatele. Kromě toho zahájilo svoji činnost i několik LGBT magazínů.
Rádiové stanice jako jsou Radio Tzafon a Radio Radius několikrát vysílají debaty o LGBT sociálních a politických tématech.

### Film a televize

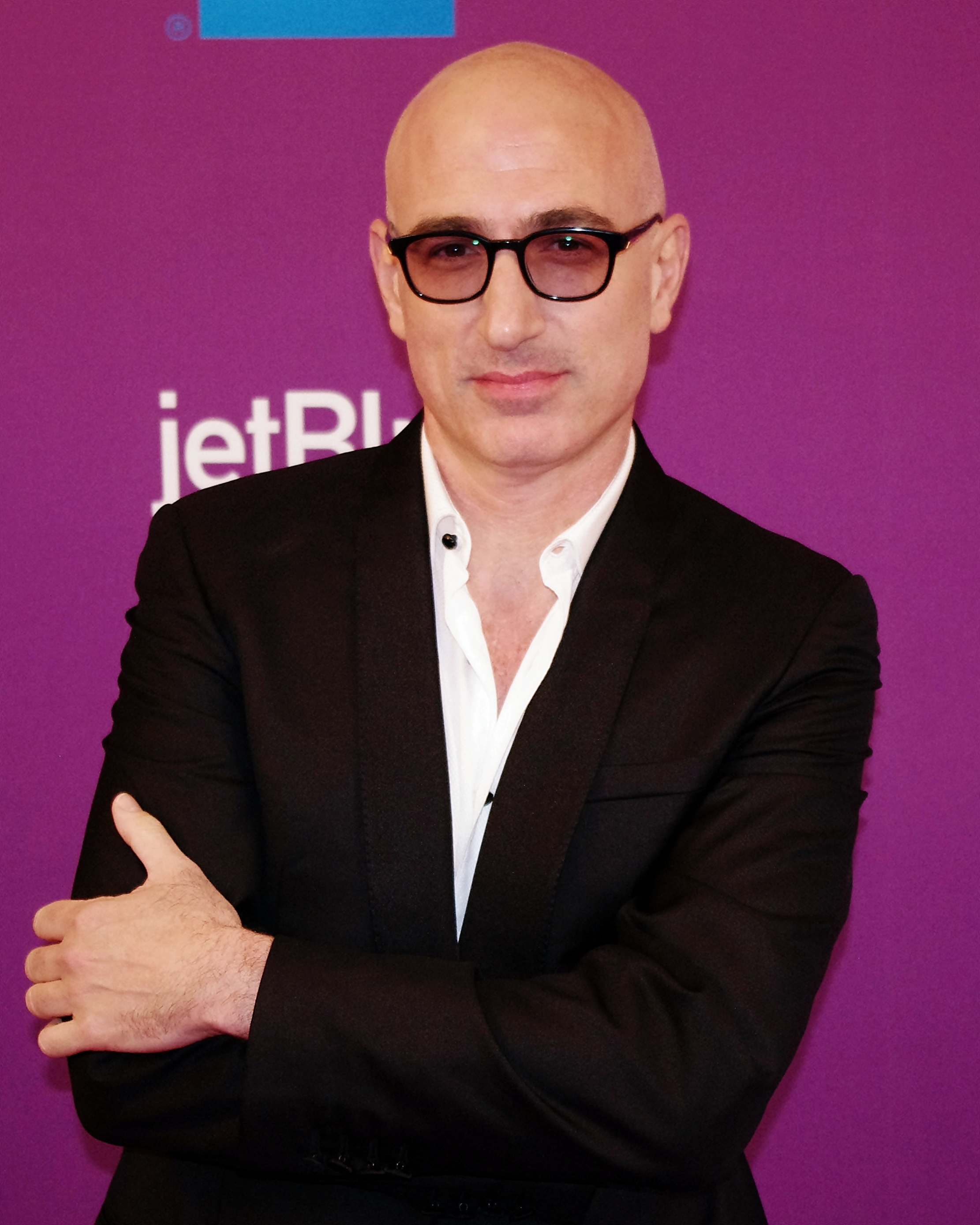
Izraelský režisér Eytan Fox

První izraelský film s LGBT tematikou byl Nagu'a (anglicky Drifting) (1983) režírovaný otevřeně homosexuálním režisérem Amosem Guttmanem. Kromě natáčení se taktéž podílel i na napsání scénáře. Film pojednává o mladém gay Izraelci, který žije a pracuje se svými prarodiči, a jehož životním snem je natáčet filmy a najít lásku. Guttman, který zemřel v roce 1993 na AIDS, napsal a natočil ještě další izraelský gay film Hessed Mufla (anglicky Amazing Grace) (1992). Oba filmy jsou považovány za autobiografii režiséra. Celkem Guttman zrežíroval čtyři filmy a tři krátkometrážní filmy. Jeho vyobrazení izraelských gayů bylo negativní a jeho filmy jsou považovány za útok na izraelskou LGBT komunitu, ale ne na všeobecné mínění.
Dalším režisérem známým pro natáčení LGBT filmů je Eytan Fox. Jeho prvním filmem je After / Time Off (1990). Dále napsal scénáře a zrežíroval několik úspěšných LGBT filmů Ba'al Ba'al Lev (1997), Yossi & Jagger (2002), Walk on Water (2004) a Bublina (2006). Fox se stal taktéž součástí prvního televizního seriálu natáčeného v letech 1997–2000 v telavivské čtvrti Florentin a směřovaného na širokou veřejnost, která se podrobně zabývala LGBT tematikou. Jednalo se vlastně o první seriál, v němž působil gay jako hlavní postava, a který se stal součástí pomalého trendu postupného promítání tohoto tématu i do dalších show jako jsou Straight and to the Point a Siton.
Dnešní televize má několik kanálu směřovaných na LGBT diváky. V roce 1993 začal působit první komerční televizní kanál Channel 2, který se pravidelně zabývá LGBT sociálními a politickými témata, a který napomáhá větší viditelnosti a akceptaci transgender celebrit jako je například Dana International. Izraelská LGBT komunita se začala těšit mimořádné pozornosti poté, co vyhrála v Eurovizi v roce 1998 Dana International, trans Izraelka. V současné době jsou LGBT Izraelci nejvíc viditelní v několika televizních show. Většinou v reality show Assiho Azara a v mýdlových operách.

## Diskurz na téma biblického Davida a Jonatana

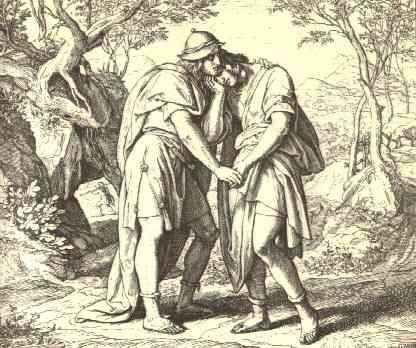
Jonatán vyznávající svoji lásku k Davidovi, Julius Schnorr von Carolsfeld

Biblický text vyobrazuje přirozenost vztahu mezi Davidem a Jonathanem v První knize Samuela jako „lásku“, avšak opouštějící sexuální přirozenost jejich vztahu otevřenou interpretací:
| „                                 | Křusno mi pro tebe, bratře můj Jonatáne, velmi si mi byl milý. Tvoje láska bývala mi vzácnější, než láska žen. Jak matka jedináčka miluje, tak já jsem miloval tebe. | “ |
| — David, 2. Kniha Samuelova; 1,26 | |   |

| „                                | Nato se Saul nazlostil na Jonatana a pravil: „Ty synu odbojné ženštiny! Zdaliž nevím, že máš rád Jišajova syna na tvoji hanbu a na hanbu nahoty tvé matky?!“ | “ |
| — Saul 1. Kniha Samuelova; 20,30 | |   |

Spor ve výkladu jazyka a mínění biblického textu je ožehavým tématem. Veřejný diskurs na toto téma rozděluje lid, když například poslankyně Knessetu Ja'el Dajanová podporovala na jeho základě 10. února 1993 se větší akceptaci a ochranu gay práv. Dajanová zmiňoval onen biblický text o Davidově lásce k Jonatánovi na podporu svého argumentu.

## Palestina
Palestinská společnost skládající se převážně z muslimů a křesťanů je velmi konzervativní a homosexualitu a crossdressing vnímá jako amorální akty zasluhující zatracení. Mnoho LGBT Palestinců, kteří se často setkávají s nepřijetím, fyzickým násilím a výhrůžkami smrtí, se proto snaží přesídlit do Izraele. V Tel Avivu a Netanji existuje několik expatriotských skupin, kde mnoho utečenců z Palestiny žije spolu se svými stejnopohlavními protějšky, kteří se je snaží ukrývat před úřady, z jejichž strany jim nehrozí nebezpečí pronásledování pro jejich sexuální orientaci, nýbrž pro jejich ilegální pobyt v zemi.
V r. 2003 byla založená Aswat, která je palestinskou podpůrnou skupinou pro homosexuální ženy. Působí v izraelské Haifě a zaměřuje se na arabské lesby v Izraeli a Palestinské autonomii. Tajnou pobočku Aswatu založili v Ramalláhu v březnu 2007 čtyři gay studenti. Izraelská organizace Jerusalem Open House taktéž otevřela svoji arabskou pobočku Alqawss, která se zaměřuje na gay a lesbické Palestince. V r. 2008 získal homosexuální Palestinec trvalý pobyt v Izraeli se svým partnerem z Tel Avivu poté, co mu bylo od ostatních Palestinců vyhrožováno smrtí. Aswat si obecně stěžuje, že izraelské tajné služby mívají často tendenci nutit gaye ke spolupráci s Izraelem pod hrozbou deportace.

## Osobnosti
- Yossi Avni-Levy, diplomat
- Assi Azar, moderátor
- Orna Banai, herečka
- Eliad Cohen, model
- Dana International, zpěvačka
- Jonathan Danilowitz, aktivista
- Ran Danker, herec
- Jason Danino-Holt, moderátor
- Uzi Even, vědkyně, politička
- Rose Fostanes, zpěvačka
- Eytan Fox, režisér
- Marcia Freedman, aktivistka, politička
- Robert Friend, básník
- Amos Guttman, režisér
- Matan Hodorov, režisér
- Nitzan Horowitz, politik
- Dario Hunter, rabín
- Rona Kenan, muzikantka
- Asi Levi, herečka
- Ivri Lider, muzikant
- Michael Lucas, režisér
- Idan Matalon, video blogger
- Gili Mossinson, basketbalita[97]
- Ezra Nawi, aktivista
- Adi Nes, fotograf
- Offer Nissim, muzikantka
- Tzipora Obziler, tennistka
- Amir Ohana, politik
- Dana Olmert, aktivistka
- Yotam Ottolenghi, manažer
- Etai Pinkas, aktivista
- Yehuda Poliker, muzikant
- Yehudit Ravitz, zpěvačka
- Jonathan Sagall, herec
- Itzik Shmuli, politik
- Gil Shohat, muzikant
- Harel Skaat, muzikant
- Dori Spivak, soudce
- Hovi Star, muzikant
- Yona Wallach, básnířka
- Ron Yosef, aktivista

## Souhrnný přehled
| Legální stejnopohlavní styk                                          | („De facto“ od r. 1963, „De iure“ od r. 1988) |
| Stejný věk legální způsobilosti k pohlavnímu styku pro obě orientace | Yes |
| Anti-diskriminační zákony v zaměstnání                               | Yes |
| Anti-diskriminační zákony v přístupu ke zboží a službám              | Yes |
| Stejnopohlavní manželství                                            | / (Stejnopohlavní manželství uzavřené v zahraničí zaznamenáváno od r. 2006 a od r. 2010 je uznáván status registrovaného partnerství coby instituce podobné manželství pro ty, kteří nemají členství v žádné církvi) |
| Jiná forma stejnopohlavního soužití (neregistrované soužití)         | (1994) |
| Adopce dítěte partnera                                               | (2005) |
| Společná adopce dětí stejnopohlavními páry                           | (2008) |
| Gayové a lesby smějí otevřeně sloužit v armádě                       | (1993) |
| Možnost změny pohlaví                                                | Yes |
| Přístup k umělému oplodnění pro lesbické ženy                        | Yes |
| Náhradní mateřství pro gay páry                                      | (Požadována evidence biologických vazeb pro biologického rodiče) |
| Zákaz léčení homosexuality praktikované na dětech a mládeži          | No |
| MSM smějí darovat krev                                               | [ a ] [ 98 ] |
| Ženské partnerky MSM smějí darovat krev                              | Yes |
| WSW smějí darovat krev                                               | Yes |

Vysvětlivky
1. ↑  Dárcovství krve je možné, nicméně darovaná krev nemůže být použita k transfuzi. Omezení se netýká stejnopohlavního… styku mezi muži před r. 1977.